# Bødlen som offer
Bødlen som offer er en dansk dokumentarfilm fra 1994, der er instrueret af Jørgen Flindt Pedersen efter manuskript af Erik Stephensen.

## Handling
Var du en god torturbøddel? - "Ja, det tror jeg!" I 1982 lavede Jørgen Flindt Pedersen og Erik Stephensen filmen Din nabos søn om torturbødler i Grækenland under juntastyret 1967-74. 13 år efter opsøges de samme mennesker, der for altid bærer på en tung byrde, men som lever videre. Skal leve videre. Ofre og bødler sammen. Og filmen interviewer disse ofre og bødler, der forsigtigt og smertefuldt taler om fortidens forbandelse, den svære nutid, tilgivelse og børnene - håbet, der søger sandheden. Men der udøves stadig tortur andre steder i verden. Endnu er der ofre og bødler.